# No ½ Steppin'
"No 1/2 Steppin'" é uma canção/single da cantora Shanice. Foi o segundo single lançado de Discovery. Tornou-se seu segundo hit top 10 na Billboard R&B.

## Videoclipe
O vídeo da música inclui uma coreografia e mostra um fundo branco.

## Lista das faixas
12" single (012256) USA
A1. "No 1/2 Steppin'" (Club Mix) (7:42)
A2. "No 1/2 Steppin'" (7" Edit) (3:55)
B1. "No 1/2 Steppin'" (Radio Version) (5:45)
B2. "No 1/2 Steppin'" (Dub Version) (4:10)

## Posições nos gráficos musicais
| Gráfico (1987-1988)                            | Posição |
| ---------------------------------------------- | ------- |
| EUA Billboard Hot R&B/Hip-Hop Singles & Tracks | 6       |
| EUA Billboard Hot Dance Music/Club Play        | 19      |